# Helen Wills
Helen Newington Wills (znana tudi kot Helen Wills Moody in Helen Wills Roark), ameriška tenisačica, * 6. oktober 1905, Centerville, Kalifornija, ZDA, † 1. januar 1998, Carmel, Kalifornija.
Helen Wills je v svoji karieri nastopila v dvaindvajsetih finalih posamičnih turnirjev za Grand Slam, od tega je devetnajstkrat zmagala. Osemkrat je osvojila Prvenstvo Anglije, v letih 1927, 1928, 1929, 1930, 1932, 1933, 1935 in 1938, sedemkrat Nacionalno prvenstvo ZDA, v letih 1923, 1924, 1925, 1927, 1928, 1929 in 1931, ter štirikrat Amatersko prvenstvo Francije, v letih 1928, 1929, 1930 in 1932. Ob tem je na turnirjih za Grand Slam dosegla še devet zmag v konkurenci ženskih dvojic in tri zmage v konkurenci mešanih dvojic. Leta 1927 je bila vodilna na ženski teniški lestvici posameznic, leta 1924 pa na ženski teniški lestvici dvojic. Leta 1924 je nastopila na olimpijskem turnirju in zmagala med posameznicami in ženskimi dvojicami.
Leta 1959 je bila sprejeta v Mednarodni teniški hram slavnih.

## Finali Grand Slamov posamično (22)

### Zmage (19)
| Leto | Turnir                           | Nasprotnica v finalu    | Rezultat finala |
| 1923 | Nacionalno prvenstvo ZDA         | Molla Bjurstedt         | 6–2, 6–1        |
| 1924 | Nacionalno prvenstvo ZDA (2)     | Molla Bjurstedt         | 6–1, 6–3        |
| 1925 | Nacionalno prvenstvo ZDA (3)     | Kathleen McKane         | 3–6, 6–0, 6–2   |
| 1927 | Prvenstvo Anglije                | Lili de Alvarez         | 6–2, 6–4        |
| 1927 | Nacionalno prvenstvo ZDA (4)     | Betty Nuthall           | 6–1, 6–4        |
| 1928 | Amatersko prvenstvo Francije     | Eileen B. Whittingstall | 6–1, 6–2        |
| 1928 | Prvenstvo Anglije (2)            | Lili de Alvarez         | 6–2, 6–3        |
| 1928 | Nacionalno prvenstvo ZDA (5)     | Helen Hull Jacobs       | 6–2, 6–1        |
| 1929 | Amatersko prvenstvo Francije (2) | Simone Mathieu          | 6–3, 6–4        |
| 1929 | Prvenstvo Anglije (3)            | Helen Hull Jacobs       | 6–1, 6–2        |
| 1929 | Nacionalno prvenstvo ZDA (6)     | Phoebe Holcroft Watson  | 6–4, 6–2        |
| 1930 | Amatersko prvenstvo Francije (3) | Helen Hull Jacobs       | 6–2, 6–1        |
| 1930 | Prvenstvo Anglije (4)            | Elizabeth Ryan          | 6–2, 6–2        |
| 1931 | Nacionalno prvenstvo ZDA (7)     | Eileen B. Whittingstall | 6–4, 6–1        |
| 1932 | Amatersko prvenstvo Francije (4) | Simone Mathieu          | 7–5, 6–1        |
| 1932 | Prvenstvo Anglije (5)            | Helen Hull Jacobs       | 6–3, 6–1        |
| 1933 | Prvenstvo Anglije (6)            | Dorothy Round           | 6–4, 6–8, 6–3   |
| 1935 | Prvenstvo Anglije (7)            | Helen Hull Jacobs       | 6–3, 3–6, 7–5   |
| 1938 | Prvenstvo Anglije (8)            | Helen Hull Jacobs       | 6–4, 6–0        |

### Porazi (3)
| Leto | Turnir                       | Nasprotnica v finalu | Rezultat finala        |
| 1922 | Nacionalno prvenstvo ZDA     | Molla Bjurstedt      | 3–6, 1–6               |
| 1924 | Prvenstvo Anglije            | Kathleen McKane      | 6–4, 4–6, 4–6          |
| 1933 | Nacionalno prvenstvo ZDA (2) | Helen Hull Jacobs    | 6–8, 6–3, 0–3, predaja |